# Marijo Marić
Marijo Marić (* 12. Januar 1977 in Heilbronn, Deutschland) ist ein ehemaliger kroatischer Fußballspieler und -trainer.
Marijo Marić begann beim ESV Heilbronn und VfR Heilbronn mit dem Fußballspielen. Marić spielte anschließend in seiner Karriere für den TSF Ditzingen, VfB Stuttgart (1996/97), SV Waldhof Mannheim (1997), VfR Heilbronn (1998), SSV Reutlingen 05 (1998–1999), VfL Bochum (1999–2002), den FC Kärnten (2002–2004), Arminia Bielefeld (2004), Eintracht Trier (2004–2005), SpVgg Unterhaching (2005).
Seit Anfang 2006 war er beim VfR Aalen unter Vertrag. Dort erlitt er im November 2008 einen Bandscheibenvorfall. Am 22. Dezember 2008 wurde die Auflösung seines Vertrages zum Jahresende bekannt gegeben.
Marić gründete 2010 seine eigene Fußballschule in Heilbronn. Parallel dazu übernahm er im Frühjahr 2010 als Spielertrainer den FV Union Böckingen in der Bezirksliga Unterland. Im ersten Jahr gelang ihm die Meisterschaft und im Folgejahr die Vizemeisterschaft. 2012 wurde dann die Fußballabteilung Union Böckingens abgespalten und in den FC Union Heilbronn überführt.
Am 1. März 2015 wurde Maric Sportdirektor von SGV Freiberg Fußball, am 1. Juli 2015 übernahm er als Nachfolger von Ramon Gehrmann auch das Traineramt des Oberligisten. Nach acht Saisonspielen wurde er am 21. September 2015 entlassen.
Von 2002 bis 2004 bestritt er acht Länderspiele für Kroatien und schoss dabei ein Tor.